# Pizzo Tambò
De Pizzo Tambò (Duits: Tambohorn; Reto-Romaans: Piz Tambo) is een 3.279 meter hoge berg en de naamgevende berg van de Tambogroep. De berg met een herkenbare vierkante toppiramide ligt op de grens van Zwitserland en Italië, tussen het kanton Graubünden en de provincie Sondrio in Lombardije. De top ligt op de gemeentegrens van de Zwitserse gemeentes Rheinwald en Mesocco en de Italiaanse gemeente Madesimo.
De Pizzo Tambò wordt volgens sommige definities ook tot de Adula-Alpen gerekend als de hele Tambogroep hierbij wordt gerekend. Ze ligt in elk geval in het grotere gebied van de Lepontische Alpen.
De rotsachtige massa wordt voornamelijk gevormd door metamorfe gesteenten met verticale gelaagdheid (gneis, mica-schisten, fyllieten) van stevigheid die vanaf de basis naar de top afloopt, net waaronder zich ook een klein deel van dolomiet bevindt.
De berg bestaat in wezen uit drie hellingen: de noordelijke, Zwitserse kant, die afdaalt naar de Tamboalp op het grondgebied van Splügen (Rheinwald), met de kleine Tambogletsjer die meer en meer uiteenvalt en het bergmeer dat het smeltwater opvangt; de westkant, nog steeds Zwitsers, even steil als vaak gedeglacialiseerd, die ook de verzonken zuidwestelijke muur omvat die de kleine gletsjer Vedretta del Tambò aan de voet verbergt; de oostkant, Italiaans, die nogal onderbroken maar zonder echte muren op de Splügenpas en het Montespluga-bekken afloopt, met de meer opvallende gletsjer Vedretta della Spianata. Naar het zuiden toe loopt de top naar beneden, gaat over in een bergkam vol secundaire toppen (waarvan de Pizzo Zoccone de belangrijkste is) en voegt zich bij de rotsachtige structuur van de Ferrégroep.
Het is in wezen onmogelijk om vast te stellen wanneer de eerste "echte" beklimming van de top van Tambò plaatsvond: het relatieve gemak van beklimming aan de oostkant laat veronderstellen dat anderen eerder op de top arriveerden dan de "officiële" eerste beklimming van Johann Jacob Weilenmann met een berggids, in juli 1859, vanaf diezelfde kant.

## Beklimming
Omdat het een van de hoogste bergen in de regio is en daarom een uitzonderlijk panorama biedt, is het een populaire klim voor bergbeklimmen, zowel in de zomer als in de winter; De "normale" klimroute, met stabiele weersomstandigheden, vergt alleen enige voorzichtigheid aan de korte laatste bergkam van rotsen en puin die naar de top leidt. Het begin van deze weg ligt op een paar meter van de Italiaanse douane van de Splügenpas (een bord geeft het begin van het pad aan) en loopt volledig langs de oostelijke bergkam, langs de kant van de gedrongen top van Pizzo Tamborello (of Lattenhorn). Het is ook mogelijk om vanaf de Zwitserse kant (noorden) te klimmen, in dit geval sluit de route aan op de Italiaanse net onder de eerder genoemde Tamborello-piek.